# Powermove

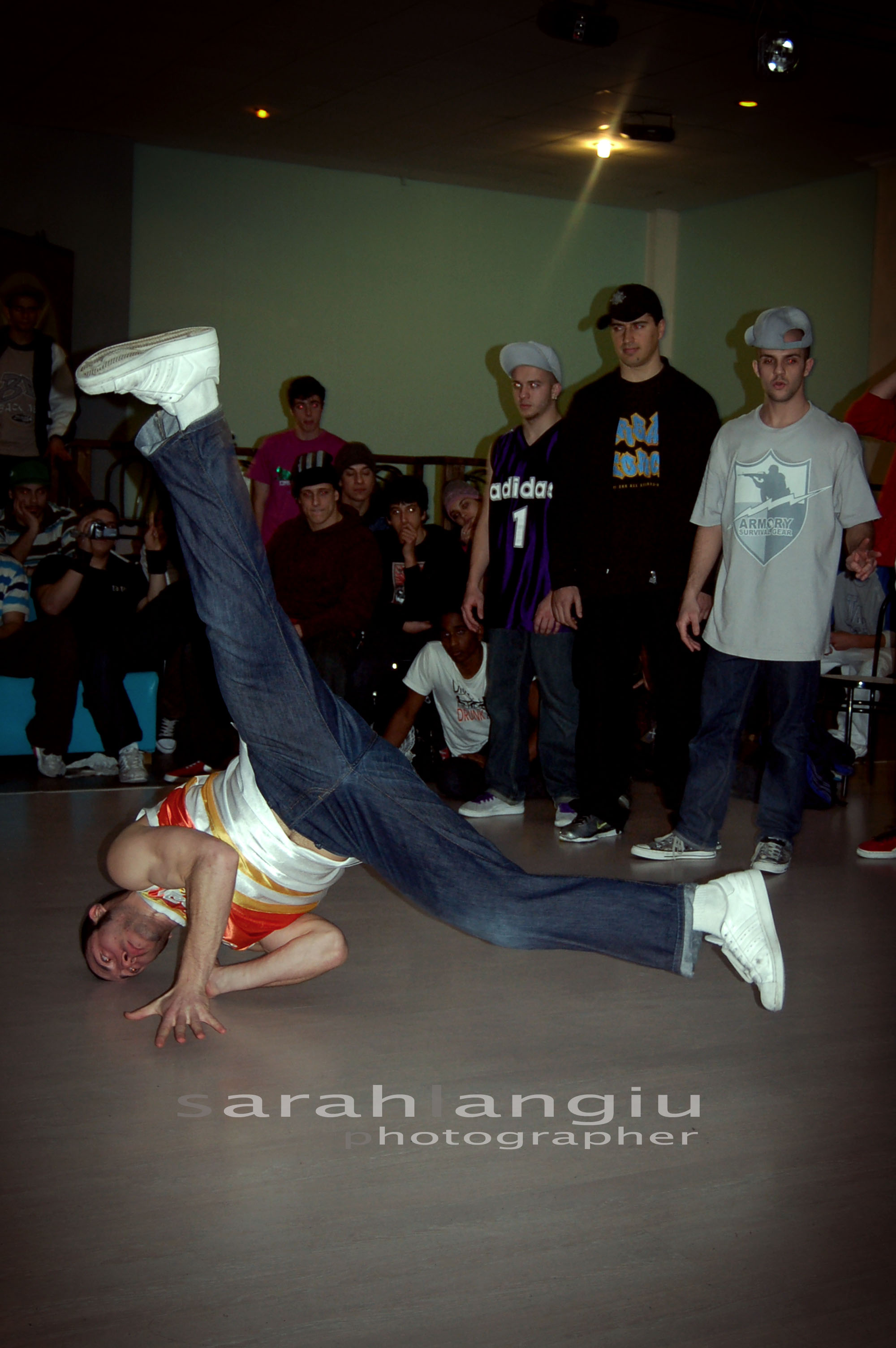
Esempio di Powermove

Powermove (trad. movimento di potenza) è una categoria di mosse di break dance che prevede la rotazione attorno a una parte del corpo o la ripetizione veloce di una mossa, creando un flusso di movimento continuo molto spettacolare. I primi powermove erano dei semplici Spin, ovvero delle rotazioni attorno a un punto del corpo partendo da una spinta iniziale. Negli anni ottanta specialmente a Los Angeles i b-boys apportano delle innovazioni che rendono i powermove sempre più complessi ed aerei. I powermove non sono dei semplici esercizi acrobatici, ma una modalità con cui poter ballare ed esprimere la propria creatività.

## Storia ed Evoluzione
Possiamo dividere le powermove in due categorie:

### Old school (fino agli anni ottanta)
- Drill o One Shot Headspin
- Backspin - prima evoluzione
- Swipes
- 1990 - prima evoluzione
- Hand Glide
- Track
- Coin Drop

### New School (dagli anni novanta ad oggi)
- Windmill (o Continuos Backspin)
- Thomas (o Flare)
- Headspin
- Halos
- Air Flare
- Elbow Spin
- Elbow Track
- Air-Chair Spin
- 1990s
- 2000s
- 7000
- UFOs
- Buddha Spin (o Gorilla's)
- Cricket
- Jackhammer
- Munchmill
- Space
- Air Track
- Hurricanes
- Turtle
- Tapmills (o Web)

## I Powermover
Con "Powermover" indichiamo quei b-boys specializzati esclusivamente in powermove. Sebbene i powermover abbiano portato una grande innovazione nella loro categoria di mosse, spesso risultano essere poco inclini a "ballare", prediligendo solamente il fattore tecnico di questa disciplina.
Di seguito alcuni powermover che hanno contribuito all'evoluzione delle powermove.

### Powermover Old school
- Powerful Pexster New York City Breakers
- Orko (Air Force crew - Los Angeles)
- Lil' Caesar (Air Force crew - Los Angeles)
- Storm (Germania - Battle Squad, è un ballerino hip hop)

### Powermover New School
- Physicx (Rivers - Corea del Sud)
- Benny (Flying Steps - Germania)
- Tuff Kid
- Blue (Extreme - Corea del Sud)
- Super G (Svizzera)
- Boy (Havikoro - Stati Uniti)
- Ruen (Killafornia - Stati Uniti)
- Cico (Spinkings - Italia)
- The End (Gamblerz - Corea del Sud)
- Flying Buddha (Top 9 - Russia)
- Kaku (Mortal Kombat - Giappone)
- Punisher (Alliance - Francia)
- Bruce Lee (Gamblerz - Corea del Sud)
- Lil Amok (Germania)
- Lil Ceng (Style crax/Flying Steps - Germania)